# Musotima colonalis
Musotima colonalis là một loài bướm đêm trong họ Crambidae.